# Дагестанская правда
Дагестанская правда — ежедневная республиканская общественно-политическая газета на русском языке, издающаяся в Дагестане. Газета освещает общественно-политические события, происходящие в Дагестане и за его пределами.
Газета начала издаваться 9 марта 1918 года под названием «Дагестанский труженик». В 1920—1922 называлась «Советский Дагестан», в 1922—1932 — «Красный Дагестан». Современное название с 1932 года. В конце 1980-х годов тираж газеты достигал 160 тыс. экземпляров.

## Главные редакторы
Первым редактором газеты был Алибек Алибекович Тахо-Годи. Он возглавлял газету с 1918 по 1920 год. В дальнейшем главными редакторами газеты были:
- Алиев, Ибрагим Махмудович (1920—1928);
- Грушнин, Иван Алексеевич (1928—1930);
- Назаревич, Александр Фёдорович (1930—1934);
- Кушнев, Пётр Иванович (1934—1936);
- Иванов, Иван Алексеевич (1936—1938);
- Пискунов, Василий Иванович (1938—1940);
- Омельянчук, Павел Нестерович (1940—1943);
- Шилов, Дмитрий Александрович (1943—1946);
- Афанасьев, Иван Андреевич (1946—1947);
- Голованов, Дмитрий Александрович (1947—1948);
- Востриков, Сергей Иванович (1948—1951);
- Пономарёв, Александр Михайлович (1951—1960);
- Зеленин, Леонид Петрович (1960—1971);
- Комиссаров, Николай Васильевич (1971—1988);
- Бейбутова, Галина Фёдоровна (1988—2001);
- Идрисов, Раджаб Магомедович (2001—2014);
- Токболатова, Бурлият Мовсаровна — с 2014.

## Награды
- Орден «Знак Почёта» (1968)